# 4. Jahrhundert v. Chr.
Portal Geschichte | Portal Biografien | Aktuelle Ereignisse | Jahreskalender | Tagesartikel

◄ |
2. Jt. v. Chr. |
1. Jahrtausend v. Chr. |  

◄ |
6. Jh. v. Chr. |
5. Jh. v. Chr. |
4. Jahrhundert v. Chr. |
3. Jh. v. Chr. |
2. Jh. v. Chr. |
► 

390er v. Chr. |
380er v. Chr. |
370er v. Chr. |
360er v. Chr. |
350er v. Chr. |
340er v. Chr. |
330er v. Chr. |
320er v. Chr. |
310er v. Chr. |
300er v. Chr.

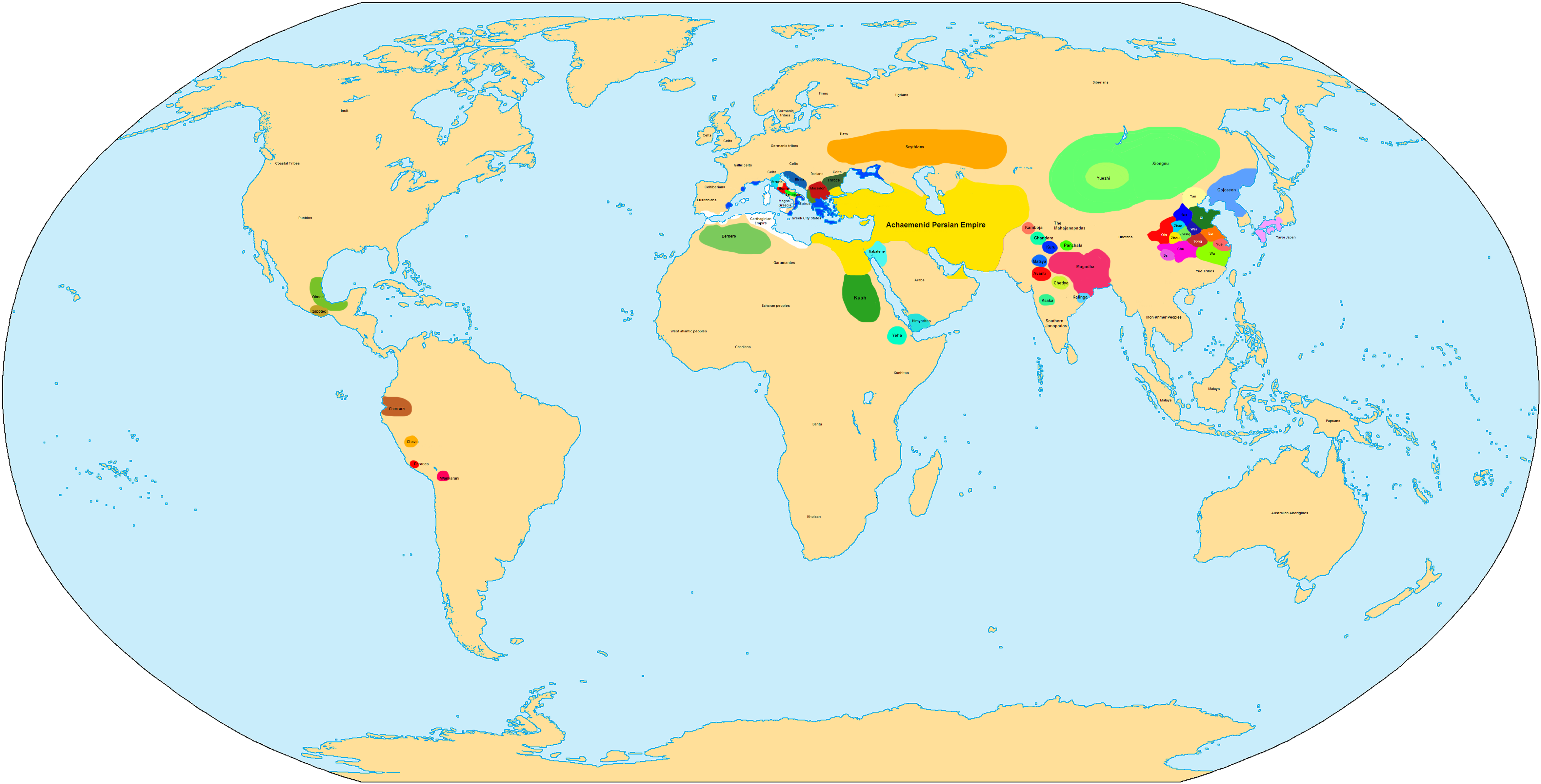
Globale territoriale Situation 400 v. Chr.

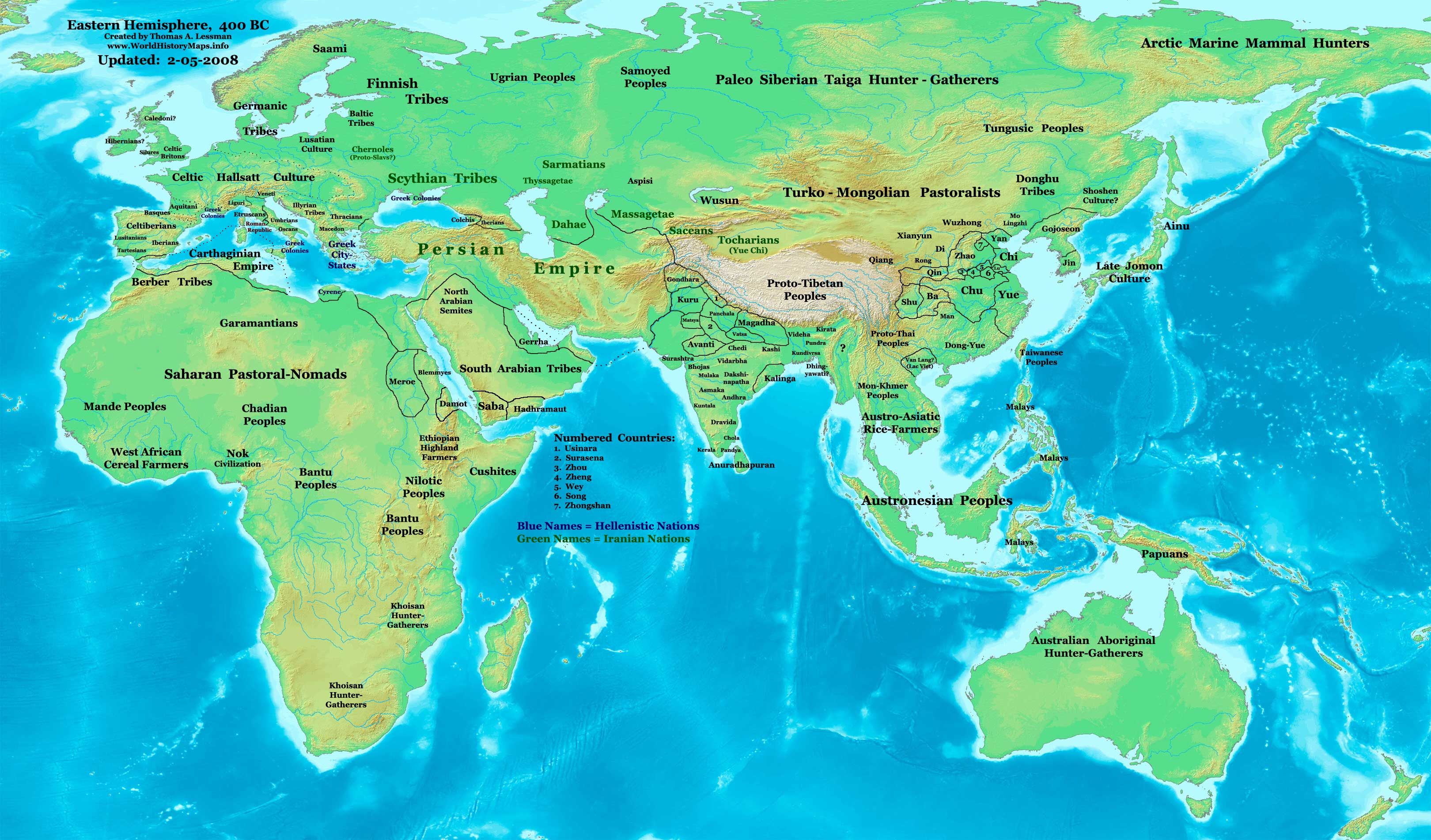
Die östliche Hemisphäre zu Beginn des 4. Jahrhunderts v. Chr.

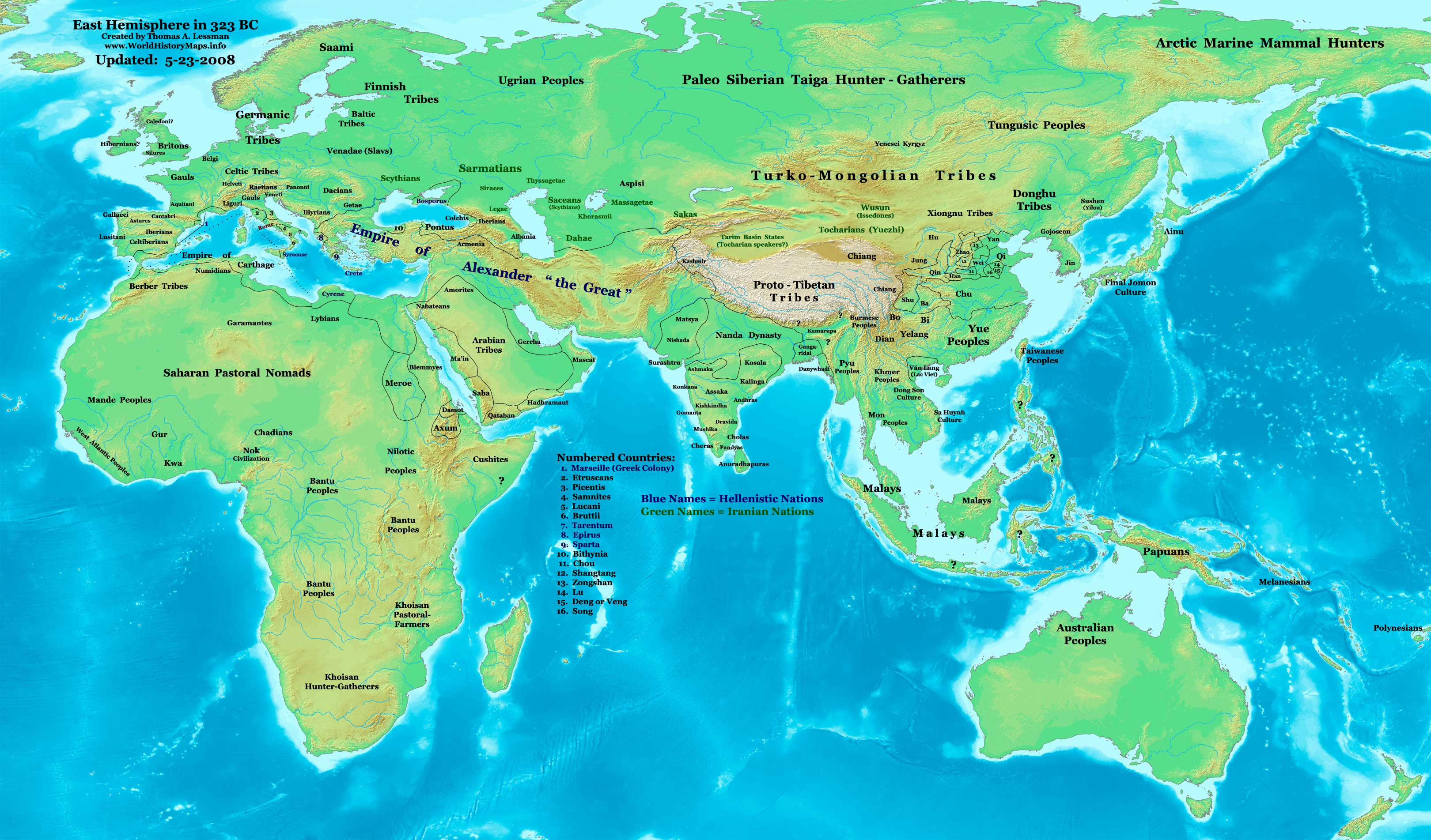
Die östliche Hemisphäre gegen Ende (323 v. Chr.) des 4. Jahrhunderts v. Chr.

Das 4. Jahrhundert v. Chr. begann am 1. Januar 400 v. Chr. und endete am 31. Dezember 301 v. Chr.

## Ereignisse und Entwicklungen

### Westliches Mittelmeer
- 396 v. Chr.: Zerstörung der etruskischen Hauptstadt Veji durch den römischen Diktator Marcus Furius Camillus
- 387 v. Chr.: Die Kelten, unter der Führerschaft von Brennus, erobern Rom.
- 367 v. Chr.: Leges Liciniae Sextiae: Plebejer gewinnen an politischem Einfluss in Rom und stellen in Zukunft einen der beiden Konsuln.
- Die Samnitenkriege (ab 343 v. Chr., bis 290 v. Chr.) führen zu einem Machtzuwachs Roms in Mittelitalien.

### Östliches Mittelmeer und Vorderasien
- 395 v. Chr.–387 v. Chr.: Der Korinthische Krieg endet mit dem Königsfrieden.
- 387 v. Chr.: Platon gründet seine Akademie (Philosophenschule) in Athen.
- 371 v. Chr.: Theben siegt gegen Sparta und gewinnt die Vorherrschaft in Griechenland.
- 360 v. Chr.: Nektanebos II. übernimmt als letzter ägyptischstämmiger Pharao das Amt.

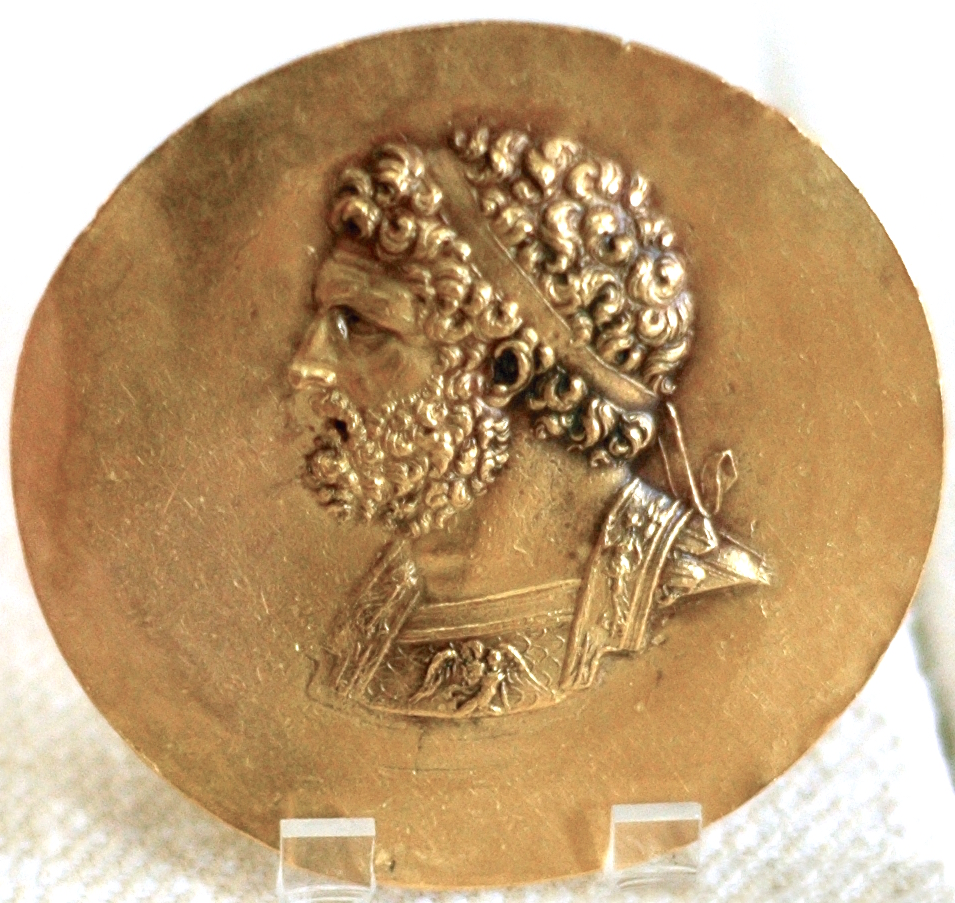
Philipp II.

- 359 v. Chr.: Philipp II. wird König von Makedonien.
- 356 v. Chr.: Herostratos verbrennt den Tempel der Artemis in Ephesus.
- 338 v. Chr.: Makedonien besiegt die Allianz Athens und Thebens in der Schlacht von Chaironeia.
- 337 v. Chr.: Korinthischer Bund: alle Griechenstädte (außer Sparta) erkennen den makedonischen König Philipp II. als Hegemon an. Der Krieg gegen Persien (Rachefeldzug für die Zerstörung Athens 480 v. Chr.) wird beschlossen.

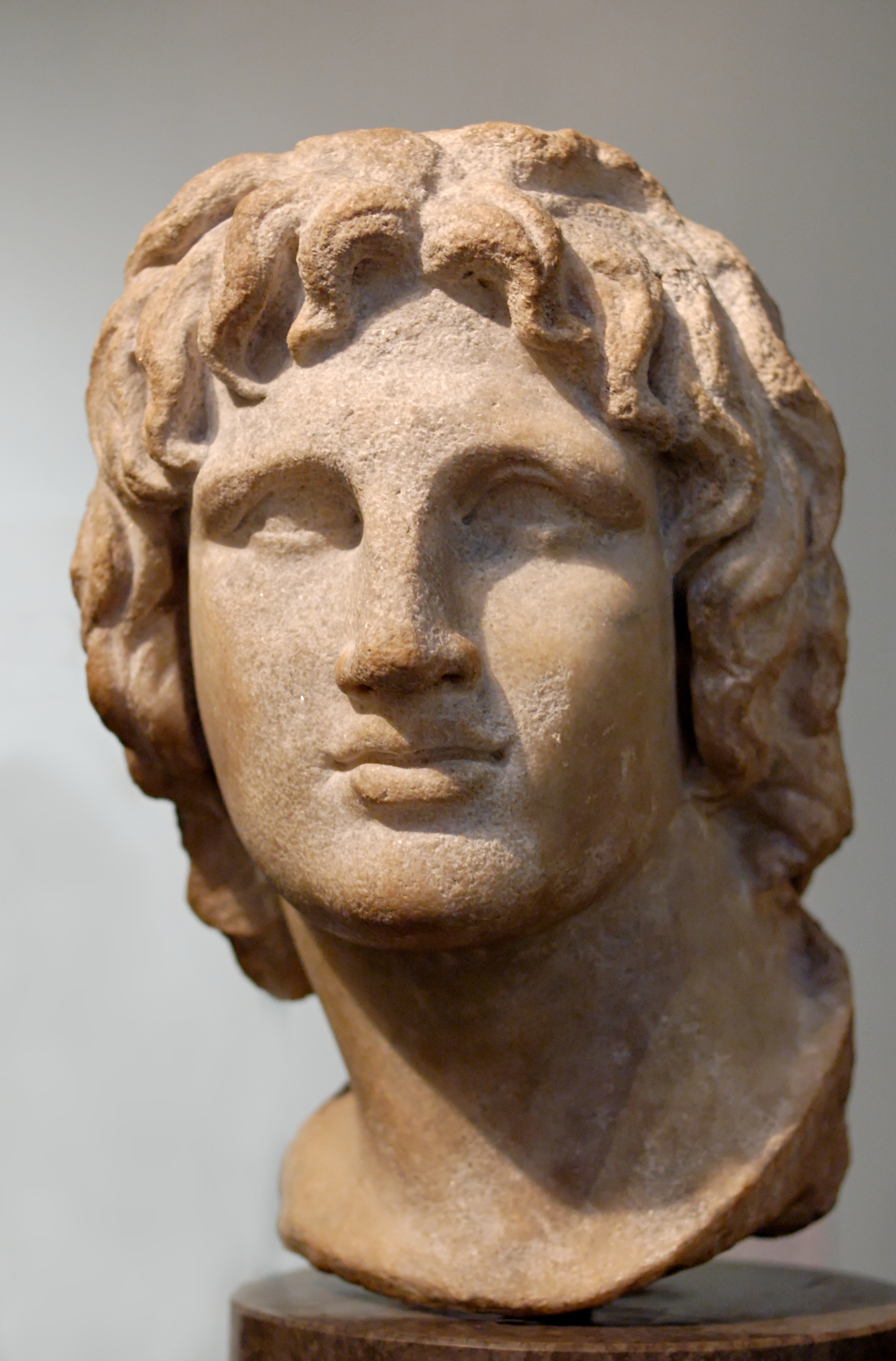
Alexander der Große. Hellenistisch, 2. bis 1. Jahrhundert v. Chr., griechischer Marmor.

- 336 v. Chr.: Alexander der Große wird nach Ermordung Philipps König von Makedonien.
- 335 v. Chr.: Aristoteles gründet in Athen seine Schule, das Lykeion.
- 335 v. Chr.: Dareios III. wird Großkönig Persiens.
- 335 v. Chr.: Die Thraker werden von Alexander dem Großen unterworfen.
- 334 v. Chr.: Alexander der Große beginnt den Persienfeldzug mit 5.000 Reitern und 30.000 Mann Fußvolk. Sieg am Granikos und Durchschlagung des Gordischen Knotens.
- 333 v. Chr.: Alexander der Große siegt über den persischen König Dareios III. in der Schlacht bei Issos („333 bei Issos Keilerei“).
- 331 v. Chr.: Alexander der Große gründet Alexandria, Krönung Alexanders in Memphis als Nachfolger der Pharaonen.
- 323 v. Chr.: Alexander stirbt in Babylon ohne Erben, die Diadochenkriege beginnen.
- 301 v. Chr.: Nach der Schlacht bei Ipsos ist die Teilung des Alexanderreiches endgültig.

### Asien
- 360 v. Chr.: Bau des Chang-Jiang-Kanals in China. Im Kaiserreich China herrscht die Östliche Zhou-Dynastie während der Zeit der Streitenden Reiche.
- um 320 v. Chr.: Gründung des Maurya-Reich in Indien

### Amerika
- um 400 v. Chr.: Ausbruch des Popocatépetl in Mexiko
- um 400 v. Chr.: Ausbruch des Xitle in Mexiko
- um 300 v. Chr.: Teotihuacán tritt im Hochland von Mexiko erstmals als politische Macht neben Cuicuilc und Tlatilco in Erscheinung.

## Persönlichkeiten

### Geboren
- 396 v. Chr.: Xenokrates, griechischer Philosoph († 314 v. Chr.)
- 384 v. Chr.: Aristoteles, griechischer Philosoph († 322 v. Chr.)
- 356 v. Chr.: Alexander der Große, makedonischer König und Feldherr († 323 v. Chr.)
- um 341 v. Chr.: Epikur, griechischer Philosoph († etwa 270 v. Chr.)
- um 325 v. Chr.: Zenodotos, griechischer Philologe und erster Leiter der Bibliothek von Alexandria († 260 v. Chr.).
- 305 v. Chr.: Kallimachos von Kyrene, griechischer Philologe und Bibliothekar († 240 v. Chr.).

### Gestorben
- 399 v. Chr.: Sokrates, griechischer Philosoph (* 469 v. Chr.).
- 395 v. Chr.: Lysander, spartanischer Staatsmann und Feldherr.
- um 385 v. Chr.: Aristophanes, griechischer Satiriker und Komödiendichter (*um 445 v. Chr.).
- 380 v. Chr.: Philoxenos von Kythera, griechischer Dithyrambendichter (*um 435 v. Chr.).
- 354 v. Chr.: Xenophon, griechischer Schriftsteller und Historiker (*um 428 v. Chr.).
- 347 v. Chr.: Platon, griechischer Philosoph (*um 427 v. Chr.).
- 336 v. Chr.: Philipp II., König von Makedonien, wird ermordet.
- 330 v. Chr.: Dareios III., persischer König, wird ermordet.
- 323 v. Chr.: Alexander der Große stirbt in Babylon an einer Fieberkrankheit (* 356 v. Chr.).
- 322 v. Chr.: Aristoteles, griechischer Philosoph (* 384 v. Chr.).